# Francisco Nunes Correia
Pour les articles homonymes, voir Correia.
Francisco Carlos da Graça Nunes Correia, né le 7 avril 1951 à Lisbonne, est un ingénieur et homme politique portugais.

## Biographie
En 1975, il obtient une licence d'ingénieur à l'Institut supérieur technique (IST) puis, en 1984, un doctorat en ingénierie de l'Université d'État du Colorado, où il a déjà obtenu un « master of science » en hydrologie et ressources hydrauliques en 1978.
Il est nommé directeur général du ministère de la Planification et de l'Administration du territoire en 1986. Il reste à ce poste jusqu'en 1989 puis devient, en 1991, président de l'Entreprise portugaise d'eaux libres (EPAL).
Parallèlement et à partir de 1993, il est nommé conseiller technique au ministère de l'Environnement et des Ressources naturelles. À ce poste, il est notamment responsable de l'élaboration du Programme national de politique environnementale (PNPA) et il appuie le lancement d'un dialogue avec l'Espagne pour une nouvelle convention sur les ressources hydrauliques de la péninsule.
Agrégé de l'Université technique de Lisbonne en 1992, il exerce, à partir de 1994, des fonctions de chercheur coordinateur au LNEC.
La même année, il entre au conseil d'administration de l'IST, où il devient professeur des universités de ressources hydrauliques et d'environnement. Il est également responsable de diverses disciplines et projets de recherche dans ces domaines.
Il est par ailleurs coordinateur national du « Programme Polis » entre mai 2000 et décembre 2003.
Il exerce des fonctions de consultant pour la Banque mondiale au Brésil, et est président du LNEC de janvier 2004 à mars 2005.

## Vie politique
Francisco Nunes Correia commence sa carrière politique au sein du Parti social-démocrate, principal parti conservateur du Portugal, en participant à son cabinet d'études de l'environnement.
Le 14 mars 2005, malgré ses affinités avec les conservateurs, il est nommé ministre de l'Environnement, de l'Aménagement du territoire et du Développement régional dans le gouvernement socialiste de José Sócrates.
Il n'est toutefois pas reconduit dans le second cabinet Sócrates, formé le 22 octobre 2009.